# یمگوم
یمگوم (به آلمانی: Jemgum) یک شهر در آلمان است که در Leer واقع شده‌است. یمگوم ۳٬۷۲۰ نفر جمعیت دارد.